# Sociedad Valenciana de Tranvías
La Sociedad Valenciana de Tranvías se constituyó el 16 de enero de 1885 en Valencia siendo impulsada por Juan Navarro Reverter, recibiendo el apoyo del Ateneo Mercantil de Valencia. 
Fue concesionaria de varias líneas de tranvías urbanos dentro de la ciudad de Valencia. Sin embargo su obra más importante fue la creación de gran parte de la red del Trenet de Valencia. 
El 3 de agosto de 1887 se iniciaron las obras de la línea que uniría la estación del Puente de Madera en Valencia, enfrente de las Torres de Serranos, con la localidad de Liria, siendo finalizadas el 18 de julio de 1888. 
Debido al éxito de la línea recién creada la SVT inició la construcción de la línea denominada Del Grao de Valencia a Bétera con ramal a Rafelbuñol. 
Las obras de esta línea se dividieron en tres fases: 
- La primera se construyó el ramal que conectaba la estación del Empalme en Burjasot con Bétera que contaba con una longitud de catorce kilómetros y setecientos metros, siendo inaugurado el 21 de noviembre de 1891.
- Esta segunda fase se construyó el ramal que conectaba la estación del Puente de Madera con El Grao con una longitud de cinco kilómetros y ochocientos metros siendo inaugurado el 7 de julio de 1892.
- Finalmente, en la tercera fase se construyó el ramal entre la estación del Puente de Madera y la localidad de Rafelbuñol de trece kilómetros y trescientos metros. Este tramo se inauguró por fases llegando el tren a Alboraya el 17 de marzo de 1893, a Museros el 27 de julio y a Rafelbuñol el 18 de noviembre de ese mismo año. En estudio quedó la ampliación de esa línea hasta las localidades de Puzol y Sagunto la cual nunca se llevó a cabo.

En 1917 se fusionó con la Compagnie Génerale des Tramways de Valence (Espagne) Société Lyonnaise dando lugar a la Compañía de Tranvías y Ferrocarriles de Valencia.